# Голоса нашего квартала (фильм, 1960)
«Голоса нашего квартала» (арм. Մեր թաղի ձայները; «Наш квартал», «Квартал, который начинается с незавершённого дома») — киноповесть, снятая в жанре советского школьного кино на киностудии «Арменфильм», рассказывающая о молодых людях, стоящих на пороге самостоятельной жизни, о дружбе, о любви.

## История
В 1959 П. А. Зейтунцяном написана повесть «Голоса нашего квартала» на армянском языке, которая в 1961 вошла в книгу «Люди с разных улиц» на русском языке.
В 1960 по книге снят фильм. В газете «Ереван» начата дискуссия по поводу не выпущенного на экран фильма. Впервые показан на экране 7 ноября 1964 в Ереване.

## Сюжет
Сюжет разворачивается в одном из кварталов Еревана, в котором проживают молодые люди, находящиеся на пороге выбора своей судьбы. Тиграну нравится поэзия, Арсен не знает чем скрасить свои будни, а сирота Нунэ вынуждена тяжело работать у своих дальних родственников, которые относятся к ней, как к прислуге. 
Нунэ влюбляется в сына хозяина — Карена, однако, спустя время понимает, что парень не разделяет глубину её чувств. От невзаимной любви страдает и кочегар Акоп, который тайно влюблён в Нинэ. Молодых людей объединяет недовольство отношением родственников к Нинэ. Спасая девушку от рук хозяев, каждый из них находит своё призвание. 

## В ролях
- Акоп — Павел Арсенов
- Карен — Н. Макарян
- Тигран — Е. Есаян
- Нунэ — Л. Осипова
- Анаит — К. Дандурова
- Арам — К. Адамов
- Гурген Григорьевич — Ген (Г. Шахназарян)
- Арсен — Владимир Земляникин
- Гражданин — Рачия Нерсисян[13]
- Портной — Арман Котикян
- Заре — Е. Казанчян
- Гоар — Э. Тироян
- Лусик — Г. Галстян
- Гриша — Э. Мнацаканян

## Съёмочная группа
- Художник П. Бейтнер, звукооператор Н. Джалалян, режиссёр. Е. Цатурян

## Критика
По словам Анри Вартанова, фильм «Голоса нашего квартала», снятый Ю. Ерзинкяном по сценарию П. Зейтунцяна, оказался неудачным, но имел интересную творческую судьбу. Лента многократно переделывалась, но так и не вышла в большой прокат, её показали только в сельских районах Армянской ССР. Основой сценария стала одноимённая тонкая и лиричная повесть Зейтунцяна, оставлявшая впечатление светлой грусти расставания с детством. Переделывая повесть в сценарий Зейтунцян фактически не внёс никаких изменений, лишь сократил часть эпизодов и заменил внутренние размышления персонажей их закадровым озвучанием. Режиссёр и вовсе устранил закадровую разноголосицу, оставив лишь один голос. Актёр, привлечённый к озвучиванию текста «от автора», и вовсе решил подражать зарубежным сатирическим кинокомедиям, и его голос вместо лиричности демонстративно ироничен. Характеры персонажей огрублены, сведены к одной поверхностной черте, потому их духовные поиски предстают перед зрителем ненужными, беспредметными. Исчезновение индивидуальности героев повлекло исчезновение веры к их мыслям и поступкам, что усугублено неудачным выбором режиссёром актёров. Например, интересный персонаж Арсен, который в повести и сценарии выведен хулиганистым, но заботливым силачом, постепенно эволюционирующим в трудолюбивого человека, нашедшего свою любовь, в фильме представлен чахлым юношей-бездельником, над которым насмехаются друзья и недоумевают зрители. В повести мотивация поступков героев не была прописана полностью, но читатель легко угадывал её исходя из общей атмосферы, контекста произведения, его лирического подтекста. Фильм же, утратив указанные черты повести, утратил и смысл слов и поступков своих героев. О том, что фильм не получится, стало понятно сразу, как только в работу над сценарием вмешался режиссёр, который не только сократил его, но и упустил при этом ключевые моменты. Так в повести приход Нуне к влюблённому в неё истопнику Акопу приводит к тому, что он, стесняясь нахлынувших эмоций, в попытке скрыть свои чувства, продолжает бросать уголь в топку. В фильме же этот эпизод снят так, что зритель видит в действиях Акопа лишь равнодушие. Фильм задумывался как разрушитель штампов армянского кино, и даже в самой ленте есть эпизод, когда один из персонажей отказывается идти на новый фильм, снятый студией «Армянкино», потому что все её фильмы про одно и то жё - идёт дождь и кто-то кому-то изменяет. Несмотря на это, и в этом фильме идёт дождь, и одна любовь строится на обломках другой. Есть в этом фильме и другие излюбленные штампы армянского кино — падение в воду в одежде, излишее комикование отдельных персонажей, подчёркивание сексуальности главной героини. Последнее не ограничивается обычными смелыми ракурсами, но дополняется сценами попыток её изнасилования. Анри Вартанов высказал сожаления о том, что яркая повесть Зейтунцяна не нашла достойного кинематографического воплощения, но возразил другим критикам, что лента не получилась ни упаднической, ни пессемистичной, поскольку фильм страдает не ошибочностью философии, а её отсутствием.